# Ignaz Ginzkey
Ignaz Ginzkey (25. června 1819 Vratislavice nad Nisou – 3. května 1876 tamtéž ) byl německý továrník a podnikatel. Založil továrnu na koberce a deky a stal se jedním z největších fabrikantů v Čechách. Spoluzaložil také slavný vratislavický pivovar, vedl libereckou pobočku obchodní a živnostenské komory a angažoval se i v občanském životě.

## Život

### Dětství
Narodil se v německojazyčné rodině zahradníka a tkalce lněných látek, vyučil se rovněž zahradníkem a naučil se tkát, jak uměla většina podhorských venkovských obyvatel.

### Počátky továrny na koberce

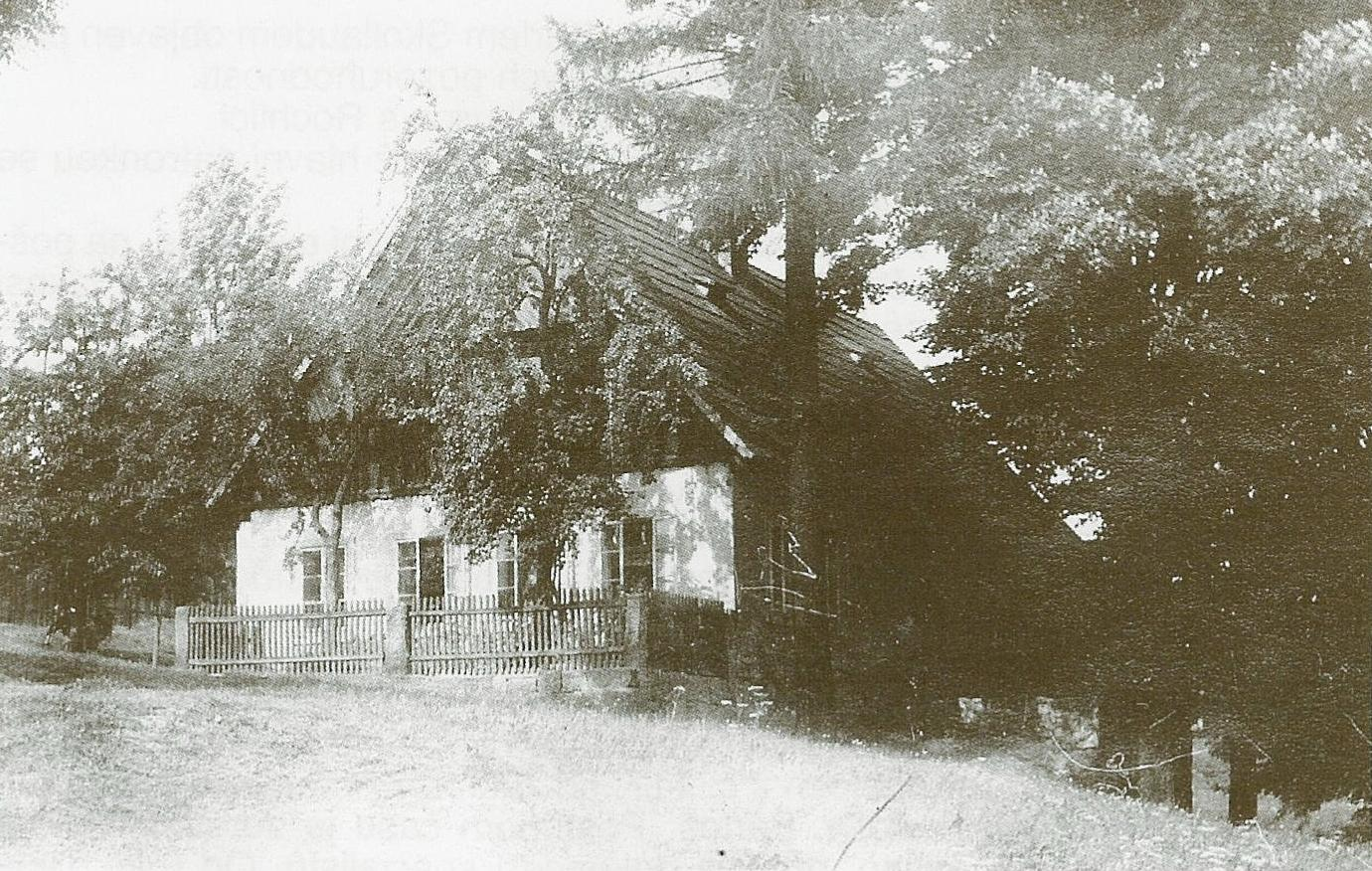
Rodný dům Ignaze Ginzkeye

Jeho podnikání začalo již za otcova života roku 1840, kdy na tkalcovském stavu v rodném domku začal tkát první koberce. Matka Marie rozená Krätschmerová († 1847) rovněž tkala a dále syna naučila barvit vlněnou přízi. Po otcově smrti roku 1843 Ignaz zakoupil dva žakárové tkalcovské stroje. V roce 1844 se přestěhoval do domku č. 11 a za vypůjčené peníze zahájil výrobu vlněných koberců ve velkém. Roku 1847 se oženil s Julií Bergmannovou. Měli syny Ignáce, který se zapojil do rodinného podniku, a Wilhelma, který později vedl Obchodní a živnostenskou komoru v Liberci. V podnikání se jim začalo dařit hlavně díky tomu, že Ginzkey zpracovával ve velkém odpad z vlny a výčesků, jejichž dovoz ve velkém až z Francie mu zprostředkoval liberecký podnikatel Johann Liebieg.

### Výroba ve velkém
Roku 1847 jeho bratr Wilhelm zahájil provoz barvírny vlněné příze a dodával Ignazovi požadované polotovary. V roce 1852 získal Ginzkey od místního podnikatele, vratislavického rychtáře Ignaze Hausera další tovární objekt, aby mohl opět rozšířit výrobu. Tehdy měl Ignaz 6 tkalcovských stavů a v roce 1852 jich instaloval již 49. Zaměstnával desítky lidí z Vratislavic i okolí. Nejdříve své výrobky prodával na trzích v Liberci, později v Praze a nakonec, stejně jako mnozí jiní rakouští podnikatelé, i ve Vídni. V šedesátých letech slavil úspěchy na Světové výstavě v Londýně,[zdroj⁠?!] odkud si dovezl nejen ocenění, ale i nový mechanický stav, podle kterého si nechal doma vyrobit další kopie a výrobu tak značně rozšířil. Roku 1861 zavedl do výroby první parní stroj a prostřednictvím jedné hamburské firmy začal koberce vyvážet do Spojených států amerických.
Roku 1856 si pronajal objekty továrny v Pekle nedaleko rybníků u Proseče nad Nisou, ale již po dvou letech, když se jejich hráze protrhly a způsobily mnoho škod, od záměru rozšířit výrobu i sem ustoupil a definitivně se rozhodl vyrábět koberce v prostoru mezi kostelem a řekou Nisou. Ani zde to však nebylo jednoduché. Majitelé pronajatých domů dělali problémy. Do hry vstoupil Ginzkeyův ochránce – velkotovárník Johann Liebieg, půjčil mu peníze a tak byla vratislavická továrna na koberce v druhé půli 19. století nejen zachráněna, ale navíc značně rozšířena ještě o velkou barvírnu a tkalcovnu.
V tuto dobu došlo k prvním problémům. Rakouské mocnářství zvýšilo cla a tím došlo i ke zdražení vlny. Ignaz Ginzkey však tento problém vyřešil po svém – zužitkovával materiál ze starých vlněných hadrů. Zakoupil další výrobní objekty a stavěl i nové. Továrnu opouštěly stovky koberců a továrník uplatnil další nápady. Zavedl do výroby umělou vlnu. Dále v roce 1870 zahájil ruční tkaní luxusních koberců, které do detailů kopírovaly orientální vzory. Tyto výrobky jej pak proslavily prodejem téměř po celém světě, zejména v Turecku.[zdroj⁠?!]

### Lokální aktivity
Ignaz Ginzkey nebyl jen „tvrdým“ kapitalistou, který se žene pouze za ziskem. Byl ze staré školy noblesních „nešlechtických šlechticů“, kteří si sice dopřávali pohodlí a požitky, avšak nezapomínali ani na blaho obce. Nechal zřídit domy pro své nejdůležitější zaměstnance, v tomto měl vzor ve svém příteli a velkopodnikateli Liebiegovi, založil nemocenskou pokladnu, zasadil se o vybudování silnice z Vratislavic do Vesce a Rochlice, velkou částku věnoval na výstavbu školy, prosadil zřízení pošty a na vlastní náklad ji vybavil telegrafem. Držel se hesla: „Co je dobré pro mne, hodí se i ostatním“. Pomohl také k založení zdejšího pivovaru, i když tato investice se nakonec ukázala jako ne zcela výhodná.
Ignaz Ginzkey zemřel v roce 1876 na srdeční mrtvici. Zůstala po něm obrovská továrna na mechanicky i ručně vyráběné koberce a navíc ještě značka Austrian blankets, která proslavila další jeho výrobky – deky.
Po otcově smrti převzali továrnu jeho synové Ignaz, Willi a Alfréd, kteří rozhodně nezůstali pozadu za zakladatelem a i díky nim se Továrna na koberce Ignaz Ginzkey & Co. ve Vratislavicích nad Nisou (Teppich- und Deckenfabrik Ignatz Ginzkey & Co., Maffersdorf) stala světoznámou. Do povědomí vstoupila zakázkou pro newyorský hotel Walldorf Astoria, pro jehož halu byl utkán největší koberec na světě.